# Lembosia melastomatum
Lembosia melastomatum är en svampart som beskrevs av Mont. 1856. Lembosia melastomatum ingår i släktet Lembosia och familjen Asterinaceae.   Inga underarter finns listade i Catalogue of Life.